# منطقه حفاظت‌شده آی-پتری
منطقه حفاظت‌شده آی-پتری (تاتاری کریمه‌ای: Ay Petri yaylası) یک منطقه حفاظت‌شده در شبه‌جزیره کریمه است.